# Antoine Hoang
Antoine Hoang (Hyères, 4 novembre 1995) è un tennista francese di origini vietnamite da parte di padre.

## Carriera
Tra i suoi risultati più significativi in singolare, vanta il terzo turno raggiunto al Roland Garros 2019 e la vittoria nel Challenger Eckental del 2018.
In doppio ha disputato in coppia con Benjamin Bonzi la finale dell'ATP 250 di Montpellier 2019 ed è arrivato al terzo turno del Roland Garros 2020. Ha al proprio attivo anche tre titoli Challenger in doppio. Il suo miglior ranking in singolare è la 98ª posizione raggiunta nell'agosto 2019 e in doppio la 132º dell'ottobre 2021.
Resta nella top 100 di singolare per due sole settimane nel 2019 e si mantiene nelle posizioni a ridosso della top 100 per tutto l'anno successivo e nella prima parte del 2021, con il secondo turno raggiunto a Wimbledon, una semifinale Challenger e il superamento del turno agli US Open. Nel finale di stagione inizia a perdere posizioni e nel gennaio 2022 esce dalla top 200. In doppio disputa nel 2021 cinque finali Challenger, vince con Bonzi quella di Lilla e si mantiene per tutta la stagione nelle posizioni a cavallo della 150ª.
Nella prima parte del 2022 gioca soprattutto nei Challenger senza conseguire risultati di rilievo, nell'arco della stagione esce dalla top 400 in singolare e dalla top 500 in doppio. Deve tornare a giocare i tornei ITF e verso fine stagione ne vince due in singolare e uno in doppio. Nel 2023 vince cinque tornei ITF in doppio e rientra nella top 200, non ne vince alcuno in singolare ed esce dalla top 500. Nel 2024 dirada le sue presenze nei Challenger, non vince alcun torneo ITF né in singolare né in doppio e continua a scendere nel ranking. Rimane inattivo dopo le ulteriori delusioni patite nei primi due mesi del 2025.

## Statistiche

### Doppio

#### Finali perse (1)
| Legenda                   |
| Grande Slam (0)           |
| ATP World Tour Finals (0) |
| ATP Masters 1000 (0)      |
| ATP World Tour 500 (0)    |
| ATP World Tour 250 (1)    |

| N. | Data             | Torneo                          | Superficie  | Compagno       | Avversario in finale              | Punteggio |
| 1. | 10 febbraio 2019 | Open Sud de France, Montpellier | Cemento (i) | Benjamin Bonzi | Ivan Dodig Édouard Roger-Vasselin | 4-6, 3-6  |

### Tornei Challenger

#### Singolare

##### Titoli (1)
| N. | Data            | Torneo                        | Superficie | Avversario in finale | Punteggio |
| 1. | 4 novembre 2018 | Challenger Eckental, Eckental | Sintetico  | Ruben Bemelmans      | 7-5, 6-3  |

#### Doppio

##### Titoli (3)
| N. | Data            | Torneo                          | Superficie  | Compagno       | Avversari in finale          | Punteggio         |
| 1. | 1º marzo 2020   | Open Pau-Pyrénées Pau           | Sintetico   | Benjamin Bonzi | Simone Bolelli Florin Mergea | 6-3, 6-2          |
| 2. | 8 novembre 2020 | Challenger Eckental Eckental    | Sintetico   | Dustin Brown   | Lloyd Glasspool Alex Lawson  | 6-7, 7-5, [13-11] |
| 3. | 27 marzo 2021   | Play In Challenger Lille, Lilla | Cemento (i) | Benjamin Bonzi | Dan Added Michael Geerts     | 6-3, 6-1          |

## Risultati in progressione
| Sigla | Risultato               |
| ----- | ----------------------- |
| V     | Vincitore               |
| F     | Finalista               |
| SF    | Semifinalista           |
| O     | Oro olimpico            |
| A     | Argento olimpico        |
| SF    | Bronzo olimpico         |
| QF    | Quarti di Finale        |
| 4T    | Quarto turno            |
| 3T    | Terzo turno             |
| 2T    | Secondo turno           |
| 1T    | Primo turno             |
| RR    | Round Robin             |
| LQ    | Turno di qualificazione |
| A     | Assente                 |
| ND    | Non disputato           |

| Legenda superfici    |
| -------------------- |
| Cemento              |
| Terra battuta        |
| Erba                 |
| Superficie variabile |

### Singolare
| Torneo                     | 2018          | 2019          | 2020          | V-S |
| Tornei Grande Slam         |               |               |               |     |
| Australian Open, Melbourne | A             | Q1            | Q1            | 0-0 |
| Open di Francia, Parigi    | Q1            | 3T            | 1T            | 2-2 |
| Wimbledon, Londra          | Q2            | Q2            | ND            | 0-0 |
| US Open, New York          | Q1            | 2T            | A             | 1-1 |
| Vittorie-Sconfitte         | 0-0           | 3-2           | 0-1           | 3-3 |
| Giochi Olimpici            |               |               |               |     |
| Giochi Olimpici            | Non disputati | Non disputati | Non disputati | 0-0 |
| Vittorie-Sconfitte         | Non disputati | Non disputati | Non disputati | 0-0 |

### Doppio
| Torneo                     | 2018          | 2019          | 2020          | V-S |
| Tornei Grande Slam         |               |               |               |     |
| Australian Open, Melbourne | A             | A             | A             | 0-0 |
| Open di Francia, Parigi    | 1T            | 2T            | 3T            | 3-3 |
| Wimbledon, Londra          | A             | A             | ND            | 0-0 |
| US Open, New York          | A             | A             | A             | 0-0 |
| Vittorie-Sconfitte         | 0-1           | 1-1           | 2-1           | 3-3 |
| Giochi Olimpici            |               |               |               |     |
| Giochi Olimpici            | Non disputati | Non disputati | Non disputati | 0-0 |
| Vittorie-Sconfitte         | Non disputati | Non disputati | Non disputati | 0-0 |